# Diecezja lubelska (Kościół Ewangelicko-Augsburski w RP)

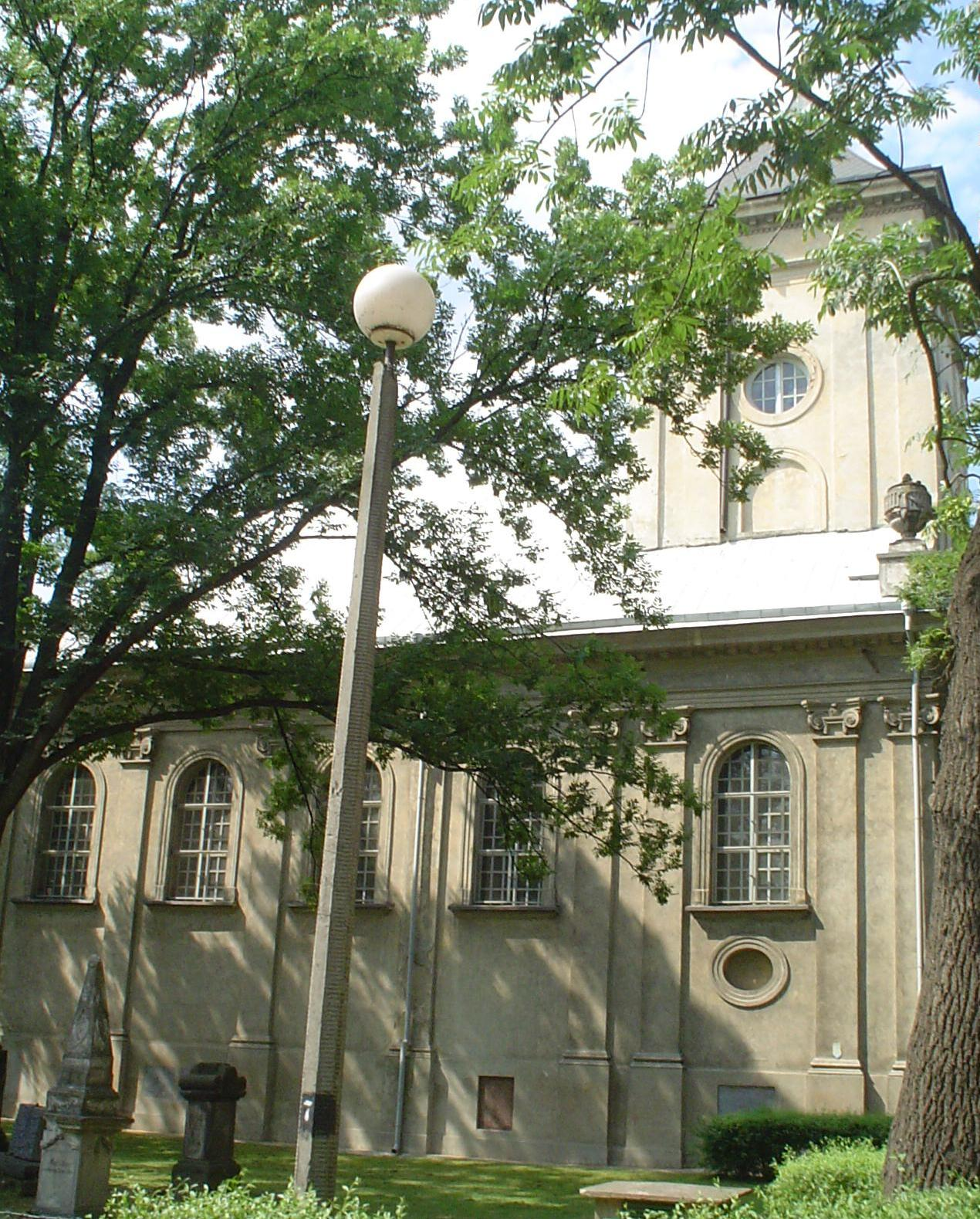
Kościół luterański św. Trójcy w Lublinie

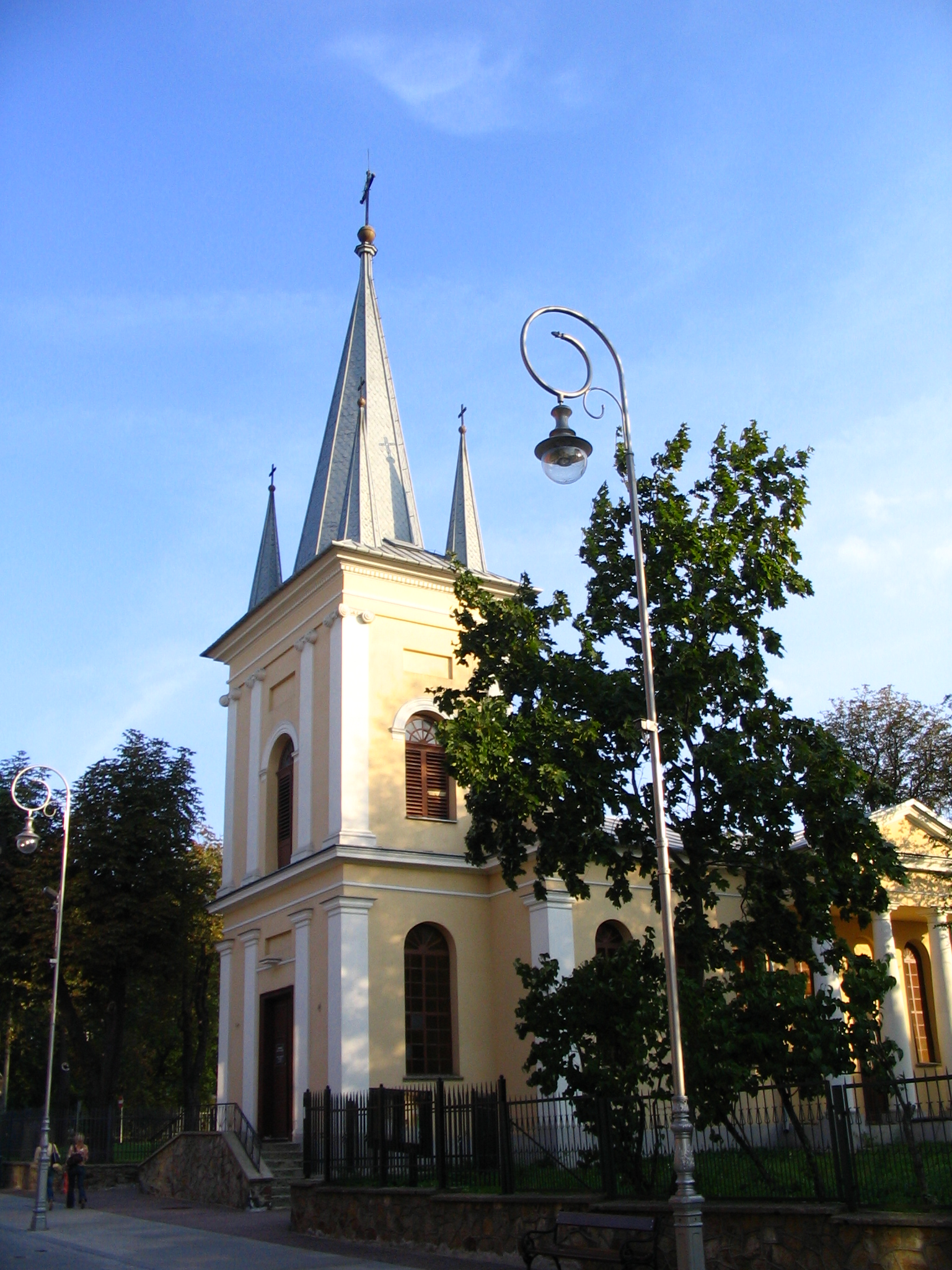
Kościół ewangelicko-augsburski Świętej Trójcy w Kielcach

Diecezja lubelska – powstała w 1936 roku jednostka organizacyjna Kościoła Ewangelicko-Augsburskiego w Rzeczypospolitej Polskiej  w II Rzeczypospolitej i obejmująca grupę gmin kościelnych (zborów) czyli parafii tego Kościoła, mająca siedzibę w Lublinie.
Najstarszymi parafiami w diecezji był funkcjonujący  od 1784 zbór w Lublinie oraz od 1826 roku zbór w Radomiu natomiast w 1923 najludniejszy był powstały w 1875 zbór w Chełmie skupiający około 11 tysięcy wiernych. Ponadto w powiecie chełmskim zbór w Cycowie liczył około 5000 wiernych, niewiele mniej niż zbór w Lublinie (5345).
Decyzję o powstaniu nowej diecezji podjęto w 1936. Pierwszym seniorem został pastor w Lublinie, Aleksander Schoeneich. W 1938 diecezja liczyła 8 zborów i 9 filiałów:
- Parafia w Brześciu nad Bugiem (w kościele ewangelickim w Brześciu wybudowanym w 1938) z filiałem w Pińsku;
- Parafia w Cycowie (założona 1925);
- Parafia w Chełmie (zał. 1875);
- Parafia w Kielcach;
- Parafia w Pilicy z filiałem w Przeczowie;
- Parafia w Kamieniu;
- Parafia w Lublinie z filiałem w Końskiej Woli;
- Parafia w Mościcach z filiałami w Zamosteczu (niem. Neudorf am Bug), Olendrach Zabuskich i Olendrach Świerzewskich (na prawym brzegu Bugu, dziś pustki w Białorusi, w Polsce została część wsi Mościce Dolne);[6]
- Parafia w Radomiu z filiałami w Jaworze oraz Kozienicach;

Okres drugiej wojny światowej przetrwały jedynie parafie w Lublinie  i Radomiu z filią w Kielcach, które należą dziś do diecezji warszawskiej.